# Retrato de Jacob de Gheyn III

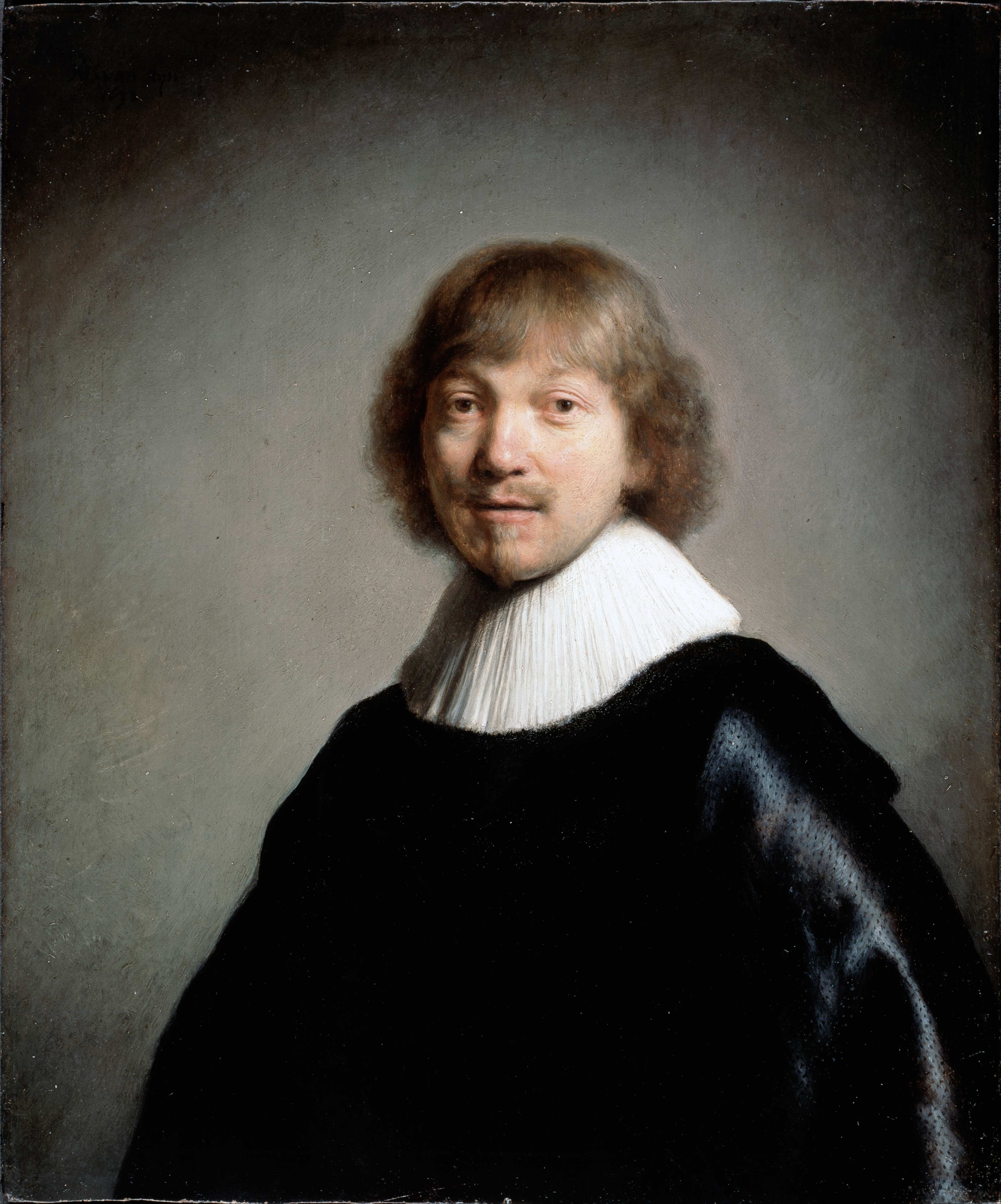
Retrato de Jacob de Gheyn III, 1632.

Retrato de Jacob de Gheyn III es un óleo sobre lienzo de 1632 de Rembrandt retratando al grabador Jacob de Gheyn III (1596-1641), ahora en la Dulwich Picture Gallery. Es más pequeño que la mayoría de los trabajos de Rembrandt, midiendo sólo 29,9 por 24,9 centímetros. Ha sido robado en numerosas ocasiones y su pequeño tamaño es un factor determinante para ello.

## La comisión
Maurits Huygens y de Gheyn habían encargado a Rembrandt que los pintara en formatos idénticos y lo hizo sobre el mismo panel de roble. Los amigos habían acordado que al morir el primero el otro recibiría la pintura de su propiedad, como explican las inscripciones en los reversos. Fueron reunidas cuando de Gheyn murió. Pero Maurits Huygens sobrevivió a De Gheyn menos de un año, y su hermano Constantijn Huygens estaba tan desconsolado que dejó de escribir durante largo tiempo. La investigación dendrocronológica moderna ha revelado que Rembrandt también hizo un autorretrato en el mismo año con un panel de la misma madera:

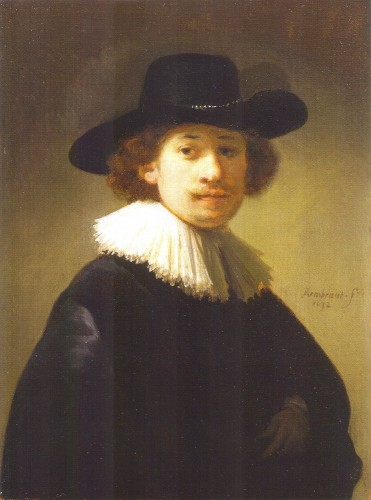
Autorretrato, 1632.
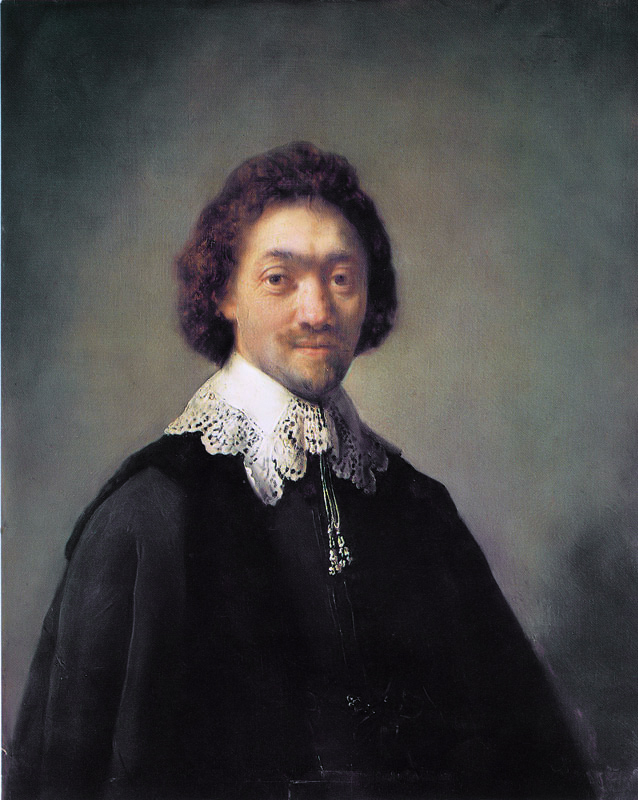
Pendant (pareja) de Maurits Huygens, 1632.

## Robos
La pintura ha recibido el sobrenombre del "Rembrandt para llevar" ya que ha sido robado hasta en cuatro ocasiones desde 1966; un récord en pintura.
Entre el 14 de agosto de 1981 y el 3 de septiembre de 1981 la pintura fue sacada de la Dulwich Picture Gallery y recuperada cuando la policía arrestó a cuatro hombres en un taxi que llevaban la pintura con ellos.  Un poco menos de dos años después un ladrón rompió un tragaluz y descendió a través de él a la galería de arte, utilizando una palanca para sacar la pintura de la pared. La policía llegó a los tres minutos pero ya era demasiado tarde para detener al ladrón.  La pintura estuvo desaparecida tres años, finalmente siendo encontrada el 8 de octubre de 1986 en un portaequipaje en la estación de tren de una guarnición del ejército británico en Münster, Alemania.
Las otras dos veces, la pintura fue encontrada una vez debajo de un banco en el cementerio de Streatham, y la vez anterior en la parte de atrás de una bicicleta.  En estos casos la pintura fue devuelta anónimamente con más de una persona acusada de su desaparición.